# Aprosthema parvulum
Aprosthema parvulum is een vliesvleugelig insect uit de familie van de Argidae. De wetenschappelijke naam van de soort is voor het eerst geldig gepubliceerd in 1895 door Konow.